# Daphoenictis tedfordi
A Daphoenictis tedfordi az emlősök (Mammalia) osztályának ragadozók (Carnivora) rendjébe, ezen belül a fosszilis medvekutyafélék (Amphicyonidae) családjába és a Daphoeninae alcsaládjába tartozó faj.
Az eddigi felfedezések szerint, nemének az egyetlen faja.

## Tudnivalók
A Daphoenictis tedfordi Észak-Amerika területén fordult elő, a késő eocén korszakban, azaz 37,2-33,9 millió évvel ezelőtt. Maradványait a kanadai Saskatchewan tartományban, valamint az Amerikai Egyesült Államokhoz tartozó Montana, Nebraska, Texas és Wyoming államokban találták meg.

## Fordítás
- Ez a szócikk részben vagy egészben  a   Daphoenictis című angol Wikipédia-szócikk ezen változatának fordításán alapul.  Az eredeti cikk szerkesztőit annak laptörténete sorolja fel. Ez a jelzés csupán a megfogalmazás eredetét és a szerzői jogokat jelzi, nem szolgál a cikkben szereplő információk forrásmegjelöléseként.